# 虞姬墩路
虞姬墩路是中華人民共和國上海市嘉定區的一條南北走向道路，北至江佳路，南至豐華路。名稱來自於虞姬墩。虞姬墩又名野鸡墩，墩名來源與附近的虞姬廟或呂雉（雉為野雞）廟有關。小刀會起義爆發後，小刀會先後佔領上海以及周邊的嘉定，但不久嘉定被清軍攻佔。小刀会起义领导人之一潘起亮決定收復嘉定，於咸丰三年八月二十七日（1853年9月28日）在虞姬墩与清军交戰，但潘起亮作戰失利，小刀會收復嘉定失敗。此後太平天國東征上海与淞滬會戰，虞姬墩均作為戰場。虞姬墩路道路全长1.41公里，宽12米。道路始建於1985年，當時道路名稱以起訖點华江公路與幸福村钱家弄起名华钱路。1994年道路向南延伸，1995年更名為虞姬墩路。